# Actéon (opera)
Az Actéon (Actaeon) a görög mitológián alapuló, hat jelenetből álló tragédie en musique miniatűr formában megjelenő pasztorál, amelyet Marc-Antoine Charpentier komponált (jegyzékszáma H 481 & H 481a).

## Történelem
Nagyon valószínűtlen, hogy ezt az operát a Hotel de Guise-ban való előadásra írták, amely Marie de Lorraine párizsi rezidenciája volt, Guise hercegnője, Charpentier védelmezője. (A munkát egy római számú jegyzetfüzetbe másolták, ami határozottan azt sugallja, hogy egy külső bizottság volt; a hangok és a hangszerek általános eloszlása nem egyezik az akkori Guise együttesének.) Habár a védőszentje és az előadás helye ismeretlen, a dátum jelentős pontossággal meghatározható: az 1684-es tavaszi vadászati időszak. Később, még ebben az évben (valószínüleg az őszi vadászati időszakban) átdolgozták, hogy a címszerepet az hautre-contre hangfekvésből (amit talán eredetileg Charpentier énekelt) szoprán hangfekvésre változtassák meg; ekkor változtatták meg a mű címét egy szójátékkal Acteon changé en biche alakra (Actéon szarvasűnővé változott). 
A francia librettó szerzője ismeretlen, a cselekmény Ovidius Átváltozások (Metamorphosis) című költemény-ciklusának egyik történetén alapul. Ebben a történetben a vadász, Actaeon (franciául Actéon), véletlenül felfedezi Diana istennőt (Diane franciául), aki kísérőivel fürdik. Megpróbál elbújni, de észreveszik és Diana haragjában  szarvassá változtatja; üldözötté válik és a saját vadászkutyái tépik szét. 
Ez a történet ugyanaz, amiről Purcell Dido és Aeneas operájának „Gyakran keresi fel ezt a magányos hegyet” című áriája szól, amelyet először 1689-ben mutattak be. 
2015-ben az Ayrshire Opera, David Douglas vezetésével, az operát skótra fordította és egy közösségi projekt részeként mutatta be.

## Szerepek

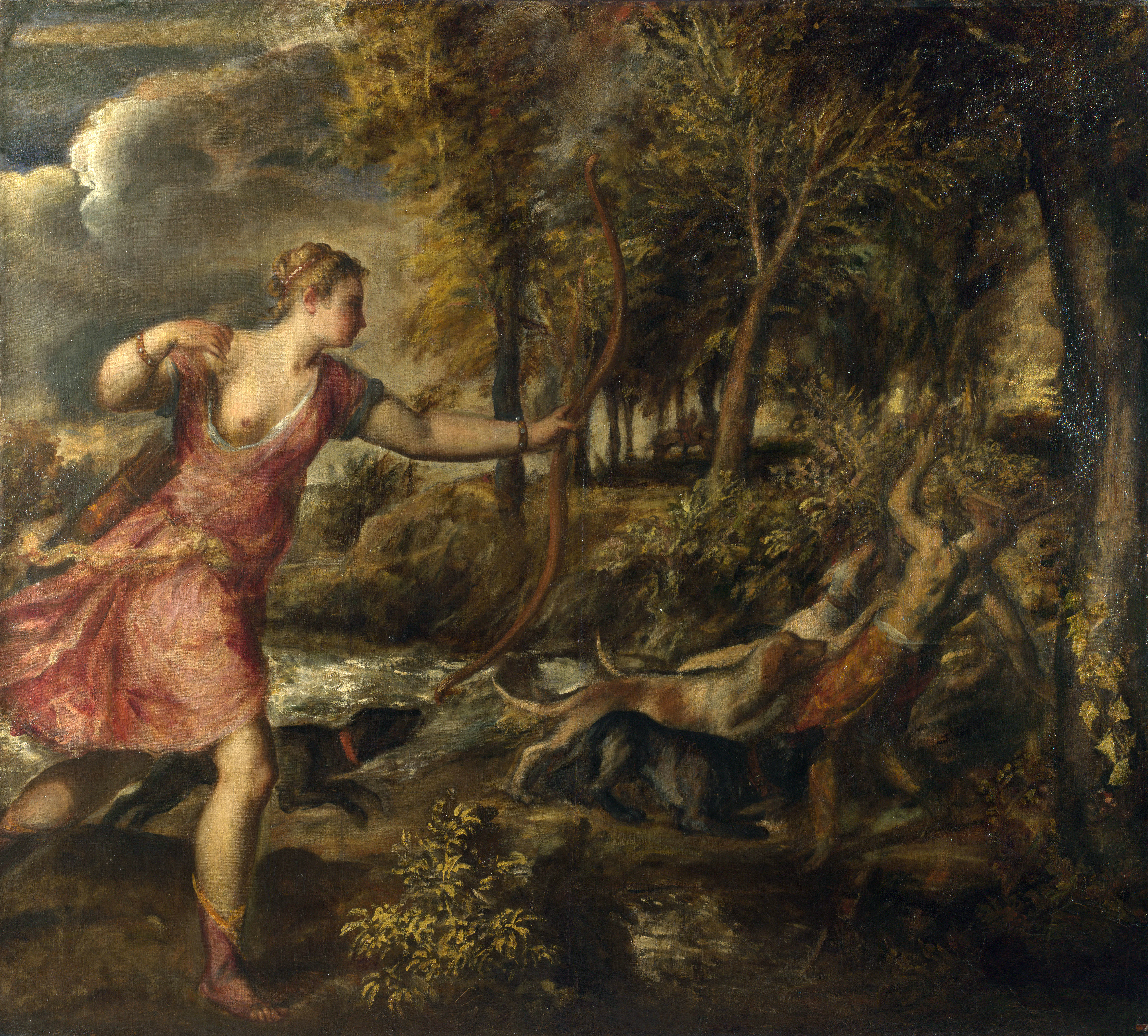
Tiziano Actaeon

| Szerep                       | Hang típusa  | Az ősbemutató szereposztása, 1683-5 (Karmester: -) |
| ---------------------------- | ------------ | -------------------------------------------------- |
| Actéon, vadász               | haute-contre | Charpentier                                        |
| Diane, a vadászat istennője  | szoprán      | Jacqueline-Geneviève de Brion                      |
| Junon, az istenek királynője | mezzoszoprán |                                                    |
| Hyale                        | mezzoszoprán |                                                    |
| Aréthuze                     | szoprán      |                                                    |
| Daphné                       | szoprán      |                                                    |

## Diszkográfia
- vezényli William Christie, a Les Arts Florissants CD. Harmonia Mundi Musique d'Abord (1982). Katalógusszám: 1951095
- vezetők: Paul O'Dette és Stephen Stubbs, a bostoni korai zenei fesztivál CD-je. cpo (2009). 777 613-2 katalógus